# Григорије Ниски
Григорије Ниски (грч. Γρηγόριος Νύσσης; 335—394) је био епископ града Нисе у Кападокији, млађи брат Светог Василија Великог, близак пријатељ Григорија Богослова. Он је био најпре само презвитер, јер је био ожењен. Када му је умрла жена, блажена Теозва, изабран је и посвећен за епископа у Ниси. Григорија је одликовала огромном светском ученошћу и духовним опитом. Учествовао на Другом васељенском сабору. Сматра се да је он саставио други део Симбола вере. Григорије је био велики беседник, тумач Светог писма и богослов.
Чедородни уд је најсветији уд људског тела, зато што свим органима и чулима човек служи самом себи, а чедородни уди отварају пут новоме животу.
Због свога пораза аријевци се беху нарочито на њега окомили као на свог страшног противника, те у време цара Валентинијана, њиховог једномишљеника, успеше да збаце с епископске столице и отерају у изгнанство. Осам година проведе овај свети отац у изгнанству трпељиво сносећи све беде и сва понижења. Најзад сконча у дубокој старости концем IV века преселивши се у Царство Божје и оставши кроз све векове на земљи као велико светило Цркве.
Српска православна црква слави га 10. јануара по црквеном, а 23. јануара по грегоријанском календару.

## Животопис
Григорије Ниски заједно с братом Василијем и с Григоријем Назијанским је био један од великих протагониста духовног цветања, које је подстицало изградњу хришћанске цивилизације у 4. веку, када је Кападокија проживљавала раздобље интезивне и стваралачке културалне животности. О његовом животу зна се врло мало. Рођен је око 335. године. Са братом Василијем био је одгојен у Атинској школи. Након што је био лектор у цркви, Григорије је прихватио службу ретора и тад се вероватно оженио. Затим је напустио поучавање, те се повукао у једну монашку заједницу, коју је установио његов брат Василије у Понту. Монашким се позивом посвећује уз брата Василија и његова мајка, брат Некратије и сестра Макрина. Између 371. и 372. је уз почетно негодовање пристао да постане епископ Нисе у тој истој Кападокији према жељи брата Василија. 
Василије се разочарао у Григоријево вршење епископске дужности. Понекад му је недостајало танкоћутности у односу према људима. У другим околностима опет није био довољно чврст када су то прилике захтевале, а није био нити практичан у погледу административних послова, те је постао лак плен клеветама и оптужбама до те мере да је био ухапшен, а затим и премештен на две године под лажном оптужбом да је злоупотребио црквене фондове. Било је то дело његовог аријанског супарника Демостена. 
Године 378. се враћа на епископски трон. Године 379. је учествовао на сабору у Антиохији. 
380. године је изабран за метрополита Севасте (данашњи Сивас у Турској). Године 381. учествује на Сабору у Цариграду где је одиграо значајну улогу, те га је због тога цар Теодосије I једним декретом означио као заступника правоверја. Треба нагласити његове заслуге на пнеуматолошком подручју када је требало срочити саборско Веровање. Заправо, дорадио је Никејски символ вере уневши параграф о Духу Светом признавши му Боштво. Присуствовао је Сабору у Цариграду и 383. године. Проповедао је на свечаном спроводу кнегиње Пулхерије и царице Флациле 385. године. Након тога се све мање залази у јавне послове. Сцена његовог деловања постаје све више монашки живот. Будући да је све мање у Цариграду, све мање се појављује  на епископским саборима, а све више борави у манастирима. Још 394 се налази међу потписницима цариградског сабора, након чега му се губи сваки траг, те се сматра да је тада и преминуо.